# Idioma kaurna
Kaurna ( /ˈɡɑːnə/ or  /ˈɡaʊnə/) es una lengua pama-ñungana hablada históricamente por el pueblo Kaurna de las llanuras de Adelaida de Australia del Sur. Los pueblos Kaurna están formados por varios grupos de clanes tribales, cada uno con su propio distrito de tierra "parnkarra" y dialecto local. Estos dialectos fueron hablados históricamente en el área delimitada por Crystal Brook (Crystal Brook, Australia del Sur)] y Clare (Clare, Australia del Sur)] en el norte, Cabo Jervis (Cape Jervis (headland)) en el sur, y un poco más allá de Mount Lofty Ranges. El kaurna dejó de hablarse cotidianamente en el siglo XIX y el último hablante nativo conocido, Ivaritji, murió en 1929. Los esfuerzos de reactivación del idioma comenzaron en la década de 1980, y ahora el idioma se utiliza con frecuencia para ceremonias. propósitos, tales como ceremonias de nombramiento dual y bienvenida al País.

## Clasificación
Robert M. W. Dixon (2002) clasificó a Kaurna como un dialecto de la lengua Kadli, junto con las lenguas narangga, nukunu y ngadjuri, Kadli significa "perro" en estas variedades. Sin embargo, este nombre no ha ganado una amplia aceptación y no está registrado como idioma en la base de datos del Instituto Australiano de Estudios Aborígenes e Isleños del Estrecho de Torres (AUSTLANG).
Luise Hercus y J. Simpson (2002, 2006) clasifican al idioma kaurna dentro del subgrupo de lenguas thura-yura.

## Historia del nombre
El nombre "Kaurna" no fue ampliamente utilizado hasta que lo popularizó el Museo Etnógrafo Norman B. Tindale del Sur de Australia en los años 1920. El término "Kaurna" fue registrado por primera vez por William Wyatt (Cirujano misionero) (1879: 24) para "La tribu de Bob de Encounter Bay". Al mismo tiempo grabó "Meeyurna" for "Onkaparinga Jack's Tribe".[cita requerida]
Lo más probable es que Kaurna derive de "kornar", la palabra para "pueblo" en la vecina ngarinyeri. Mullawirraburka (Onkaparinga Jack, también conocido por los colonos como "Rey Juan"), fue uno de los misioneros luteranos Christian Teichelmann y las principales fuentes de Clamor Schürmann. Encounter Bay Bob, como su nombre indica, vino de Encounter Bay (Victor Harbor) y probablemente era un anciano Ramindjeri totalmente iniciado. Por lo tanto, "Meyunna" es probablemente un endónimo y lingüísticamente sería preferible como nombre para este grupo lingüístico, como se sugirió a mediados de los años 1990.[¿quién?] Sin embargo, ahora se les conoce universalmente como el pueblo Kaurna.

### Nombre de las variantes
Encabezados de materias de la Biblioteca del Congreso proporcionan los siguientes nombres de variantes: Adelaide; Coorna; Gauna; Gaurna; Gawurna; Kaura; Kawurna.
El Proyecto de Lenguas en Peligro nombra las siguientes alternativas: Kaura, Coorna, Koornawarra, Nganawara, Kurumidlanta, Milipitingara, Widninga, Winnaynie, Meyu, Winaini, Winnay-nie, Wakanuwan, tribu Adelaide, Warra, Warrah, Karnuwarra, Jaitjawar: a, Padnaindi, Padnayndie, Medaindi, Medain-die, Merildekald, Merelde, Gaurna, Nantuwara, Nantuwaru, Meljurna, Midlanta.

## Primeros registros del idioma.
El explorador francés Joseph Paul Gaimard  registró la primera lista de palabras del idioma, que contenía 168 palabras, después de hacer escala en el Golfo de San Vicente en ruta a Australia Occidental en 1826, antes de la colonia de Australia del Sur se había establecido. Sus fuentes figuraban como Harry y Sally.
Schürmann y Teichelmann, que dirigían una escuela en Piltawodli, obtuvieron la mayor parte de su conocimiento del idioma de tres respetados ancianos aborígenes: Mullawirraburka ("Rey Juan" / "Onkaparinga Jack" ), Kadlitpinna ("Capitán Jack") e Ityamaiitpinna ("[Rey Rodney"). Los dos misioneros registraron alrededor de 3000 palabras, un bosquejo descripción lingüística, cientos de frases y oraciones junto con traducciones al inglés, canciones tradicionales e ilustraciones textuales de las diferencias entre dialectos. También crearon traducciones Kaurna de seis himnos alemanes, así como los Diez Mandamientos.
Otros europeos como William Wyatt, William Williams, William Cawthorne y Matthew Moorhouse estaban interesados en la gente y aprendieron algo del idioma; varios escribieron sobre la "Tribu Adelaida" en sus memorias. Williams creó una lista de 377 palabras Kaurna, publicada en el Southern Australian el 15 de mayo de 1839 y republicada en The South Australian Colonist. el 14 de julio de 1840.  Su obra titulada Un vocabulario de la lengua de los aborígenes del distrito de Adelaida y otras tribus amigas de la provincia de Australia del Sur fue autoeditada en 1839 y se vendió tanto en Londres como en Adelaida. Otros que registraron algún conocimiento de Kaurna incluyeron a James Cronk, Walter Bromley, George Augustus Robinson, Hermann Koeler, Louis Piesse, Edward Stephens (Edward Stephens (colono australiano)) y James Chittleborough.
En el siglo XIX, también se utilizaba un pidgin basado en Kaurna como idioma de contacto.[cita requerida]
El rango anterior del idioma fue mapeado por Norman Tindale y más tarde por Robert Amery, y está administrado por el pueblo Kaurna.[cita requerida]

## Renacimiento del idioma
Kaurna no se había hablado como lengua nativa desde que el pueblo Kaurna había sido expulsado de sus tierras tradicionales desde la colonización de Australia del Sur en el siglo XIX, con la población en declive debido a varios factores. Ivaritji (1849 – 1929) fue el último hablante conocido, pero probablemente no se habló ampliamente por última vez hasta principios de la década de 1860.
En la década de 1980, la gente de Kaurna que había regresado al área de Adelaide Plains comenzó a aprender y usar su idioma nuevamente. Robert Amery, director de Lingüística de la Universidad de Adelaida, que ha dedicado gran parte de su vida y carrera a las lenguas indígenas, en particular a Kaurna: "Después de más de 25 años de arduo esfuerzo, ahora hay "Hay varias personas de Kaurna que pueden mantener una conversación en Kaurna sin recurrir al inglés demasiado rápido, y estamos viendo surgir los primeros hablantes semi-nativos de Kaurna". Kaurna ahora se usa con frecuencia para dar Bienvenida al país.
Los esfuerzos sostenidos para revivir el idioma a partir de 1989 incluyeron la escritura de varias canciones de Kaurna escritas originalmente en los idiomas Ngarrindjeri (Ngarrindjeri)], Narungga (Lengua Narangga)] y Kaurna. En 1999 se publicó un segundo cancionero, Kaurna Paltinna. Tras talleres puntuales en 1990 y 1991,[cita requerida] En 1992 se introdujo un programa de idioma Kaurna en la escuela Kaurna Plains. La escuela secundaria Elizabeth City y el campus para adultos Elizabeth West introdujeron la enseñanza del idioma en 1994, y otras escuelas han seguido su ejemplo. Mary-Anne Gale desarrolló cursos TAFE para formar profesores de idiomas Kaurna. Los cursos de lingüística Kaurna se imparten en la Universidad de Adelaida desde 1997. y tanto Kaurna como no Kaurna han estado estudiando y hablando el idioma.
Los registros, que incluyen un vocabulario y una gramática extensos, compilados por Teichelmann y Schürmann en la década de 1840 han demostrado ser valiosos en proyectos para reconstruir el idioma.
La Guía para estudiantes de Kaurna (Kulurdu Marni Ngathaitya) se publicó en 2013 y los programas de radio de Kaurna se transmiten desde 2012. El Proyecto del Diccionario Kaurna en la Universidad de Adelaida, financiado por una subvención del gobierno federal, está en marcha para revisar la ortografía. Amery ha estado supervisando gran parte del trabajo. Está previsto que la versión final se publique en forma impresa y electrónica, incluida una aplicación telefónica. En 2021, se publicó un diccionario Kaurna impreso, así como uno Ngarrindjeri. Amery y su esposa, la lingüista ngarrindjeri Mary-Anne Gale, han ayudado a impulsar el proyecto.
Ha habido un número creciente de hablantes de Kaurna en el siglo XXI.
Los primeros estudiantes de cursos especialmente diseñados para la enseñanza de Lengua aborigen, impartidos por Tauondi Aboriginal College en Port Adelaide, permitiendo a quienes han aprendido el idioma transmitir sus conocimientos habilidades a las comunidades, graduado en julio de 2021. Como los profesores y estudiantes suelen pertenecer al grupo de mayor edad, en julio de 2022 dos de los primeros graduados habían muerto. Se necesitan más fondos y más profesores.

### Kaurna Warra Pintyanthi
Kaurna Warra Pintyanthi (que significa "crear la lengua Kaurna") es un grupo que desarrolla y promueve la recuperación de la lengua Kaurna. Fue establecido en 2002 por dos ancianos Kaurna, Lewis Yerloburka O'Brien y Alitya Wallara Rigney, y el lingüista Robert Amery. El grupo ahora incluye a otros habitantes de Kaurna, profesores, lingüistas y entusiastas de la lengua. Fue creado a partir de una serie de talleres financiados por una beca de la Universidad de Adelaida en 2000 y está organizado por el departamento de lingüística de la Universidad de Adelaida. Clases de idiomas impartidas por KWP tanto a través de la Kaurna Plains School como de la universidad.
KWP ha creado un dialecto uniforme del idioma, creando nuevas palabras como mukarntu (cerebro mukamuka + rayo karntu), que significa "computadora", y otras palabras para cosas como electrodomésticos modernos. , transporte, cocina y otras características comunes de la vida que han cambiado para el pueblo Kaurna mientras el idioma estaba inactivo. La Corporación Aborigen Kaurna Warra Karrpanthi (KWK) se registró en 2013 para apoyar la recuperación y promoción del idioma de la nación Kaurna, incluida la formación y la enseñanza.

### Dictionario
En 2022, se publicó un diccionario escrito por Rob Amery y los coautores Susie Greenwood y Jasmin Morley. Incluye no solo las palabras incluidas en las listas escritas a mano hechas por Teichelmann y Schürmann 160 años antes, sino también 4.000 palabras nuevas que fueron creadas en consulta con ancianos y hablantes de Kaurna locales. La portada fue diseñada por la artista de Kaurna, Katrina Karlapina Power. Titulado Kaurna Warrapiipa, Diccionario Kaurna, el diccionario contiene traducciones en ambos sentidos (Kaurna e inglés). y es publicado por Wakefield Press ([[Wakefield Press (Australia)]).

## Nombres en kaurna

### Cambio de nombre y denominación dual
Se han hecho de dominio público esfuerzos para reintroducir los nombres en kaurna, comenzando en 1980 con el nombramiento de la Escuela Warriappendi, en 1980 por Leila Rankine.
Desde que el Ayuntamiento de Adelaida redactó una Declaración de Visión de Reconciliación en 1997, se comprometieron con un proyecto de doble nombre, en colaboración con Kaurna Warra Pintyanthi, para cubrir el centro de la ciudad y Adelaida del Norte, incluidas las cinco plazas públicas y los terrenos del parque de Adelaida. Plaza Victoria, en el centro de la ciudad de Adelaida, ahora también se conoce como Tarntanyangga, A los 29 parques alrededor de la ciudad se les ha asignado el nombre de Kaurna, y el River Torrens ahora también se llama Karrawirra Parri. El cambio de nombre de 39 sitios fue finalizado y aprobado por el consejo en 2012. Otros incluyen Piltawodli (ahora Pirltawardli), "zarigüeya cola de cepillo hogar"; Warriparringga "lugar del río ventoso". La lista completa de nombres de plazas y parques, junto con sus significados y pronunciaciones, está disponible en el sitio web del Ayuntamiento.
Entre 1980 y 2012, a alrededor de 1000 entidades se les asignaron nombres Kaurna, incluidas personas, mascotas, organizaciones, edificios, parques, senderos para caminar, un alelo (un gen o cromosoma hereditario), nombres de marcas y el tranvía Kari Munaintya y Autobús solar Tindo.
Algunos nombres de lugares se conocen a partir de fuentes históricas, pero aún no se utilizan oficialmente, como Patpangga (Rapid Bay) "en el sur"; Pattawilyangga (Patawalonga, Glenelg, Australia del Sur: Glenelg]]) "follaje de goma de pantano"; y Yertabulti (Puerto Adelaida).
Las obras de arte públicas, que comenzaron en 1995 con la instalación de Yerrakartarta fuera del Hotel Intercontinental en North Terrace, también han incorporado palabras, frases y textos extraídos del idioma Kaurna, y las universidades y otras organizaciones también han adoptado nombres Kaurna. El Instituto Cultural Nacional Aborigen de Tandanya utiliza el nombre original de Adelaide.
El Festival anual Tarnanthi de arte contemporáneo aborigen e isleño del Estrecho de Torres toma su nombre de la palabra Kaurna que significa "levantarse, surgir, surgir o aparecer".

### Otros nombres derivados de Kaurna
Muchos topónimos destacados del sur de Australia se extraen del idioma Kaurna:
- Kauandilla (Cowandilla) de kauanda que significa "norte" más el sufijo locativo -illa;[38]
- Kanggarilla (Kangarilla) de kanggari que significa "pastorear" más sufijo locativo -illa;[38]
- Kondoparinga posiblemente de "kundo", que significa "pecho", más "parri", que significa "río", más sufijo locativo. -ngga;[38]
- Maitpangga (Myponga);
- Ngaltingga (Aldinga) de ngalti (que significa desconocido) más sufijo locativo -ngga;[38]
- Ngangkiparringga (Río Onkaparinga) de "nganki", que significa "mujer", más "parri", que significa "río", más sufijo locativo -ngga;[38]
- Nurlongga (Noarlunga) nurlo que significa "esquina/curavatura" más sufijo locativo -ngga, probablemente en referencia a Horseshoe Bend en el Río Onkaparinga;
- Río Patawalonga de patta, una especie de árbol de goma (posiblemente el goma de pantano), más "wilya", que significa "follaje" más sufijo locativo -ngga;[38]
- Waitpingga,que significa "lugar de viento"
- Willangga
- Wilyaru, que significa un hombre adulto plenamente iniciado.[38]
- Yatala muy probablemente de yartala que significa "agua corriendo por la orilla de un río; inundación; cascada".[38]
- Yernkalyilla, 'lugar de los pedazos caídos'
- Yurridla (Uraidla) que significa "dos orejas", derivado de una historia de ensueño (Dreamtime) en la que los Mount Lofty Ranges son el cuerpo de un gigante.[38]

Los nombres de lugares en inglés-Kaurna  híbrido incluyen:
- Glenunga del idioma escocés glen y sufijo locativo Kaurna -ngga.[39]
- Paracombe de para que significa "río/arroyo" y del idioma inglés combe que significa "camino angosto". Similar al 'Picadilly' de Australia del Sur, existe un análogo directo en Inglaterra, Parracombe en Devon, que probablemente contribuyó a la adopción del nombre.[40]

Los posibles nombres de lugares de Kaurna incluyen:
- Piccadilly. Aunque generalmente se supone que lleva el nombre de Piccadilly, Londres, es probable que sea una anglicización de Kaurna pikodla, que significa "dos cejas", siendo parte de la misma historia de ensueño que dio subida a "Uraidla".[38]
- Yankalilla. Aunque casi con certeza es una palabra indígena Lenguas aborígenes australianas, existen etimologías contradictorias. Lo más probable es que se derive del ramindjeri yangaiake que significa "colina", pero con el sufijo locativo Kaurna -illa, o posiblemente yernkalyilla que significa " lugar de los pedazos caídos".[38]

## Fonología

### Vocales
Kaurna tiene tres vocales diferentes con longitudes largas y cortas contrastantes (a, i, u, a:, i:, u:) y tres diptongos (ai, au, ui). Las tres vocales principales están representadas por ⟨a⟩, ⟨i⟩ y ⟨u⟩ respectivamente, y las vocales largas se indican duplicando la vocal. Históricamente, Kaurna ha utilizado ⟨e⟩ y ⟨o⟩ de forma variable en versiones anteriores de su ortografía, pero estos no se reflejan en la fonología del idioma.
|         | Anterior | posterior |
| ------- | -------- | --------- |
| Cerrada | i iː     | u uː      |
| Abierta | a aː     | a aː      |

### Consonantes
El inventario de consonantes de kaurna es similar al de otras lenguas pama-ñunganas (compárese con el idioma adnyamathanha, en la misma agrupación que las lenguas thura-yura. En la ortografía, las consonantes dentales van seguidas de [h] y las palatales de [y], y las consonantes retroflejas van precedidas de [r], a excepción de [rd] /ɾ/. Las consonantes pre paradas están precedidas por [d]. A continuación se muestran las consonantes de Kaurna (Amery, R & Simpson, J 2013).
|                 |                 | Periférica | Periférica | Laminal  | Laminal    | Apical | Apical |
| Labial          | Velar           | Dental     | Palatal    | Alveolar | Retrofleja |        |        |
| --------------- | --------------- | ---------- | ---------- | -------- | ---------- | ------ | ------ |
| Oclusiva        | Oclusiva        | p          | k          | t̪        | c          | t      | ʈ      |
| Nasal           | simple          | m          | ŋ          | n̪        | ɲ          | n      | ɳ      |
| Nasal           | preoclusiva     |            |            | d̪n̪       | ɟɲ         | dn     | ɖɳ     |
| Lateral         | simple          |            |            | l̪        | ʎ          | l      | ɭ      |
| Lateral         | preoclusiva     |            |            | d̪l̪       | ɟʎ         | dl     | ɖɭ     |
| Bibrante simple | Bibrante simple |            |            |          |            | ɾ      |        |
| Bibrante        | Bibrante        |            |            |          |            | r      |        |
| Aproximado      | Aproximado      | w          | w          | j        |            |        | ɻ      |

### Fonotáctica
- Todas las palabras deben comenzar con una consonante periférica o laminal (ver Consonantes arriba), excluyendo las nasales pre-paradas.
- Todas las palabras deben terminar en vocal.
- Además de las consonantes preparadas, se permiten grupos de consonantes de una nasal seguida de una oclusiva.[43]

### Prosodia
El kKaurna pone el énfasis principal en la primera sílaba.

## Gramática
El kaurna tiene un orden de palabras relativamente libre.

### Nouns

#### Casos sustantivos y sufijos
Kaurna utiliza una variedad de marcadores de casos con sufijos para transmitir información que incluye sujetos, objetos, estado espacio-temporal y otra información similar. A veces tienen variaciones en la pronunciación y la ortografía. A continuación se muestra una tabla de algunos de estos casos.
|                                  |                                  | Suffix                                                                               |
| -------------------------------- | -------------------------------- | ------------------------------------------------------------------------------------ |
| Ergativo, Instrumental, Temporal | Ergativo, Instrumental, Temporal | -rlu, -dlu (cuiando sigue a -i-)                                                     |
| Absolutivo                       | Absolutivo                       | -Ø                                                                                   |
| Dativo                           | Dativo                           | -ni                                                                                  |
| Genitivo                         | Genitivo                         | -ku, -rna (variantes)                                                                |
| Propositivo                      | Propositivo                      | -itya                                                                                |
| Aversivo                         | Aversivo                         | -tuwayi                                                                              |
| Locativo                         | Locativo                         | -ngka (or ⟨-ngga⟩) para raíces bisilábicas -ila (o ⟨-illa⟩) para raíces trisilábicas |
| Comitativo                       | Comitativo                       | -ityangka, -lityangka                                                                |
| Alativo                          | para lugares                     | -ana, -kana                                                                          |
| Alativo                          | para personas                    | -itya, -litya                                                                        |
| Ablativo                         | para lugares                     | -unangku, -anangku, -nangku                                                          |
| Ablativo                         | para personas                    | -ityanungku                                                                          |
| Perlativo                        | Perlativo                        | -arra, -tarra                                                                        |
| Semblativo                       | Semblativo                       | -rli                                                                                 |
| Poseivo                          | Poseivo                          | -tidi                                                                                |
| Privativo                        | Privativo                        | -tina                                                                                |

#### Número
Kaurna tiene 3 números: singular, dual (-rla, -dla) y plural (-rna).